# Население на Камбоджа
Населението на Камбоджа през юни 2019 година е 15 552 211 души.

## Численост на населението

### Преброявания на населението
Първото официално преброяване на населението на Камбоджа след независимостта от Франция е през 1962 г. Властите отчитат общо 5,7 милиона души в страната по това време. Преди това преброяване няма официални данни за населението в Камбоджа, но някои оценки, направени въз основа на данните от 1962 г. и предположения за тенденцията на смъртност в миналото предполагат че то е било 3,6 милиона през 1945 г. и 4,65 милиона през 1955 г.
Демографското положение в страната се променя драстично след първото преброяване поради войната и гражданските вълнения. Войната и социалната революция от 70-те години на двайсети век и последвалите политически и икономически сътресения в страната се отразяват сериозно на разпределение на населението на Камбоджа. Между 1975 и 1978 г. стотици хиляди градски хора са насилствено преместени в селските райони. През 80-те, градовете отново започват да растат и повечето възвръщат или надминават нивата на населението си отпреди 1970 г. Размириците от 70-те обаче карат над 300 000 камбоджанци да емигрират. От тях повече от половината (около 179 000) се преместват в Съединените щати, над 50 000 във Франция и 45 000 в Австралия. Няколко хиляди души от народността Чам са преселени в Малайзия през 80-те години. Допълнително 300 000 души, които са търсили подслон в бежански лагери по границата между Тайланд и Камбоджа през 80-те години, са били репатрирани в Камбоджа през 1993 – 94 г. съгласно разпоредбите на мирното споразумение от 1991 г. между правителството на Камбоджа и неговите политически противници.
Между 1962 и 1998 г. в Камбоджа не се извършват общи преброявания, но според някои оценки и демографски проучвания през 1979 – 1980 общото население на Камбоджа се оценява на приблизително 6,6 милиона души. По-късно социално-икономическото проучване от 1994 г., проведено от Националния статистически институт на страната оценява общото население на Камбоджа на 9,9 милиона. През март 1996 г. НИС провежда друго демографско проучване, обхващащо 20 000 домакинства, което оценява общото население на Камбоджа на 10,7 милиона. Официалното преброяването през 1998 г. оценява общото население на Камбоджа на 11,4 милиона. При преброяването през 2008 г. резултатът е 13,4 милиона души, а след актуализация от 2013 г. тази цифра се оценява на 14,7 милиона души. Според предварителните данни от от преброяването през 2019 г. общото фактическо население на Камбоджа е 15,3 милиона.
| \| Година на преброяване \| Численост (в млн.) \| \| --------------------- \| ------------------ \| \| 1945 \| 3,6 \| \| 1955 \| 4,6 \| \| 1962 \| 5,7 \| \| 1980 \| 6,6 \| \| 1994 \| 9,9 \| \| 1998 \| 11,4 \| \| 2008 \| 13,4 \| \| 2019 \| 15,3 \| |                    |
| Година на преброяване | Численост (в млн.) |
| 1945 | 3,6                |
| 1955 | 4,6                |
| 1962 | 5,7                |
| 1980 | 6,6                |
| 1994 | 9,9                |
| 1998 | 11,4               |
| 2008 | 13,4               |
| 2019 | 15,3               |

## Разпределение на населението
Разпределението на населението на Камбоджа е неравномерно от географска гледна точка. За отделните четири географски региона в страната, предварителният резултат от преброяването през 2019 показва, че основна част от населението на страната живее в Централната равнина, където и гъстотата на населението е най-висока – 298 души на квадратен километър. Този район е най-населеният, обхващащ 7 477 444 души, което представлява 48,9% от общото население. Пном Пен, столицата на страната и център на икономическа, социална и културна дейност е най-гъсто населеният район с 3 136 души на квадратен километър. Като столица, Пном Пен привлича миграция от други провинции, предоставяйки заетост и растеж в сектора на облеклото, строителството, туризма и образованието. Голямото езеро (Тонле Сап) е вторият по население регион с 4 801 260 души или 31,4% от общия брой. Районът на платото и планините е третият по население район, в който живеят 1 948 637 души, или 12,7% от общия брой и с най-ниска плътност на населението, едва 29 души на квадратен километър. Преброяванията от 2008 и 2019 г. показват, че делът на населението леко се е увеличил в района на платото и планините, вероятно поради новите селища и подобряването на заетостта. Процентът на населението в региона на Голямото езеро и заобикалящите го провинции, както и по границата с Тайланд, е намалял, вероятно поради миграцията в други региони, особено в съседните страни.
При разпределението на населението по полове в Камбоджа, броят на жените е по-голям от броя на мъжете. Според преброяването от 2019 г. мъжкото население е 7 418 577 (48,5%), а женското население е 7 869 912 (51,5%). Съотношението на половете варира в различните провинции. През 2019 г. в 8 провинции, главно в северната и северо-източната част на страната, съотношението на половете е в полза на мъжете. В останалите провинции жените са повече от мъжете. В Пном Пен отношението е 105 жени за 100 мъже.
- Брой население по провинции в Камбоджа – Разпределението на населението на Камбоджа е неравномерно от географска гледна точка. Основна част от населението на страната живее в Централната равнина и около Голямото езеро.
- Гъстота на населението по провинции в Камбоджа – Пном Пен, столицата на страната и център на икономическа, социална и културна дейност е най-гъсто населеният район. Градът привлича миграция от други провинции, предоставяйки заетост в различни сектори. Районът на платото и планините е с най-ниска плътност на населението.
- Разпределение на населението по пол и провинция в Камбоджа (При отношение по-малко от 100 преобладаващата част от населението са жени) – Според преброяването от 2019 г. броят на мъжете е по-малък от броя на жените, като мъжкото население представлява 48,5% от общото население на Камбоджа. Съотношението на половете варира в различните провинции. В провинците в северанта и северо-източната част на страната, съотношението на половете е в полза на мъжете. В останалите провинции жените са повече от мъжете. В Пном Пен отношението е 105 жени за 100 мъже.
- Относителен прираст на населението в Камбоджа по провинции между 2008 и 2019 г. – Преброяванията от 2008 и 2019 г. показват, че делът на населението леко се е увеличил в района на платото и планините, вероятно поради новите селища и подобряването на заетостта. Процентът на населението в региона на Голямото езеро и заобикалящите го провинции, както и по границата с Тайланд, е намалял, вероятно поради миграцията в други региони, особено в съседните страни.

## Възрастов състав
Разпределението по възрастов състав в Камбоджа следва стандартното разпределение на развиващите страни в Азия. Възрастовата група до 14 години представлява най-голямата кохорта. За отбелязване е, че делът на децата (под 15-годишна възраст) намалява относително през последните десетилетия, поради намаляване на плодовитостта. При възрастните, пирамидата показва обичайния модел на постепенно намаляване на броя с увеличаване на възрастта. Изключение прави възрастовата група на родените през 70-те години на двадесети век, което показва рязък спад. Това може да се отдаде на комбинирания ефект на ниска плодовитост и висока смъртност на родените през периода на гражданската война в началото на 70-те години и Червените кхмери (1976 – 79). Половата и възрастова структура след 40-годишна възраст отразява високите нива на смъртност, особено сред мъжете през тези години на смут и вътрешни раздори. Възрастовите групи 55 – 64 и над 65 години показват нарастващи тенденции през последните десетилетия благодарение на постоянен спад в смъртността при възрастните. Средната възраст на камбоджанското население достига 20,96 през 2008 г., което е с около четири години повече от тази през 1998 г. Тези показатели предполагат, че население на Камбоджа може да бъде описано като „младо“, но съществува тенденция на отместване към категорията „средна възраст“.
Съотношението на половете по възрастови групи е тясно свързано с възрастовия модел. Броят на новородените момчета е по-висок, но отношението постепенно намалява с възрастта, главно поради по-високата смъртност при мъжете. Във възрастовите групи на младежите броят на мъжете и жените е почти равен. В средната и по-висока възраст броят на жените надвишава мъжете поради по-високата смъртност при мъжете и мащабната миграция на мъже от Камбоджа през периода на Червените кхмери.
(2008)
- 0 – 14 години: 33,2% (мъжe 2 389 668/жени2 330 000)
- 15 – 64 години: 63,2% (мъже 4 372 480/жени 4 627 895)
- над 65 години: 3,6% (мъже 193 338/жени 319 421)

(2010)
- 0 – 14 години: 32,6% (мъжe 2 388 922/жени 2 336 439)
- 15 – 64 години: 63,8% (мъже 4 498 568 /жени 4 743 677)
- над 65 години: 3,6% (мъже 197 649/жени 329 038)

(2011)
- 0 – 14 години: 32,2% (мъжe 2 375 155/жени 2 356 305)
- 15 – 64 години: 64,1% (мъже 4 523 030 /жени 4 893 761)
- над 65 години: 3,8% (мъже 208 473/жени 344 993)

## Коефициент на плодовитост
Коефициент на плодовитост през 2014 г. в Камбоджа е средно 2.7 деца на жена. Този коефициент намалява през последните години, като през 2010 той е средно с едно по-малко спрямо 2000 г. Коефициентът на плодовитост варира в зависимост от местоживеенето и провинцията. През 2010 г. жените в градските райони имат средно 2,2 деца, в сравнение с 3,3 деца на жена в селските райони. Този коефициент е най-висок в провинция Мондол Кири / Ратанак Кири, където жените имат средно 4,5 деца, а най-нисък в Пном Пен, където жените имат средно 2,0 деца. Коефициентът на плодовитост варира също в зависимост от образованието и икономическия статус на майката. Жените със средно и висше образование имат средно 2,4 деца, докато жените без образование имат средно 3,7 деца. Плодовитостта се увеличава с намаляването на доходите на домакинството. Като цяло най-бедните жени имат над два пъти повече деца от жените, които живеят в най-богатите домакинства (4,5 срещу 2,1 деца на жена). Средната възраст на жените при първо раждане е 22,4 години, като приблизително една трета раждат първото си дете преди да навършат 20.
- 2008 – 3.08
- 2009 – 3.04
- 2010 – 2.9
- 2011 – 2.84

## Етнически състав
| Етноси в Камбоджа Кхмери (97.6%) Чам (1.2%) Виетнамци (0.1%) Китайци (0.1%) Други (0.78%) |

Най-голямата етническа група в Камбоджа са кхмерите, които съставляват приблизително 90% от цялото население и обитават предимно низинния субрегион Меконг и централните равнини. Кхмерите исторически са живели близо до долното течение на Меконг, в земите около езерото Тонле Сап и планините Кардамон.
Етническите групи в Камбоджа, различни от политически и социално доминиращите кхмери, са класифицирани или като „коренни етнически малцинства“, или „не-коренни етнически малцинства“. Местните етнически малцинства, по-често наричани заедно кхмери лое („планински кхмери“), съставляват мнозинството в отдалечените планински провинции Ратанакири, Мондулкири и Стънг Тренг и присъстват в значителен брой в провинция Кратие. Приблизително 17 до 21 отделни етнически групи, повечето от които говорят австроазиатски езици, свързани с кхмерски, са включени в обозначението на планински кхмери, включително народностите куй и тампуан. Тези народи се считат от кхмерите за аборигенните жители на страната. Две от тези високопланински групи, Раде и Джарай, са хамически народи, които говорят австронезийски езици, произлезли от древния Чам. Тези местни етнически малцинства не са се интегрирали в кхмерската култура и следват традиционните си анимистки вярвания.
Некоренните етнически малцинства включват имигранти и техните потомци, които живеят сред кхмерите и са приели, поне номинално, кхмерска култура и език. Трите групи, които най-често се включват, са китайските камбоджанци, виетнамците и народите чам. Китайците са имигрирали в Камбоджа от различни региони на Китай през цялата история на Камбоджа, интегрирайки се в камбоджийското общество и днес китайските камбоджанци или камбоджанци от смесени китайско-кхмерски произход доминират в бизнес средите, политиката и медиите. Чам са потомци на бежанци от различните войни на историческото царство Чампа. Чамите живеят сред кхмерите в централните равнини, но за разлика от кхмерите, които са будисти от Теравада, по-голямата част от чамите следват исляма.
Има и малък брой други малцинствени групи. Тайските народи в Камбоджа включват Лаос по протежение на Меконг на североизточната граница, тайландски (градски и селски) и културно бирманското Кола, които видимо са повлияли върху културата на провинция Пайлин. Още по-малък брой имигранти от Хмонг живеят по границата с Лаос, а различни бирмански народи са имигрирали в столицата Пном Пен.

## Религия
|  |  |  |

Вероизповедания в Камбоджа
Преобладаващата религия в Камбоджа е будизмът. Според преброяването през 2008 г. 96% от населението са будисти, около 2% мюсюлмани, 1% следващи предимно местната религиозна система на племенните групи на планините и няколко малцинствени религиозни групи от други страни и 0,5% християни.
- 95 % – будисти
- 3 % – мюсюлмани
- 2 % – други (предимно християни)

## Език
Официалният език в Камбоджа е кхмерски. Преброяванията от 2008 и 2019 г. показва, че кхмерският е преобладаващият майчин език в страната (98.5% през 2019 г.). Около 3% от населението на Камбоджа говори някой от малцинствените езици, сред които доминиращ е езикът Чам. Тази част от населението е концентрирана предимно в планинските и хълмисти райони на страната. По-малко от един процент от населението говори един от езиците в Югоизточна Азия като роден, предимно виетнамски.